# Sivasspor
A Sivasspor egy török sportegyesület, mely 2006 óta szerepel a Süper Ligben. A 2008-2009-es szezonban ezüstérmet szerzett a csapat a Besiktas mögött. Főtáblára ekkor sem a Bajnokok Ligájában (az Anderlecht ejtette ki), sem az Európa Ligában (a Sahtar Donyeck ejtette ki) nem sikerült jutniuk.

## Jelenlegi keret
2021. szeptember 6-i adatok
| #  |     | Poszt | Név                                                   |
| -- | --- | ----- | ----------------------------------------------------- |
| 3  | TUR | V     | Uğur Çiftçi                                           |
| 4  | GAB | V     | Aaron Appindangoyé                                    |
| 5  | GHA | KP    | Isaac Cofie                                           |
| 6  | GRE | V     | Dimitris Goutas                                       |
| 7  | CIV | CS    | Max Gradel                                            |
| 8  | NGR | CS    | Olarenwaju Kayode (kölcsönben az FK Sahtar Donecktől) |
| 9  | MLI | CS    | Mustapha Yatabaré                                     |
| 10 | TUR | KP    | Sefa Yılmaz                                           |
| 11 | ESP | CS    | Jorge Félix                                           |
| 14 | MLI | V     | Samba Camara                                          |
| 16 | BRA | KP    | Pedro Henrique                                        |
| 17 | TUR | KP    | Erdoğan Yeşilyurt                                     |
| 20 | TUR | KP    | Kerem Atakan Kesgin                                   |
| 21 | TUR | V     | Koray Altınay                                         |

| #  |     | Poszt | Név                                                       |
| -- | --- | ----- | --------------------------------------------------------- |
| 23 | NOR | KP    | Fredrik Ulvestad                                          |
| 24 | NGR | KP    | Azubuike Okechukwu (kölcsönben az Istanbul Basaksehirtől) |
| 25 | TUR | K     | Muammer Yıldırım                                          |
| 35 | TUR | K     | Ali Şaşal Vural                                           |
| 37 | TUR | KP    | Hakan Arslan                                              |
| 52 | TUR | KP    | Volkan Eğri                                               |
| 58 | TUR | V     | Ziya Erdal                                                |
| 76 | MAR | KP    | Fayçal Fajr                                               |
| 77 | TUR | V     | Ahmet Oğuz                                                |
| 81 | TUR | K     | Emre Satılmış                                             |
| 88 | TUR | V     | Caner Osmanpaşa                                           |
| 90 | NGR | CS    | Leke James                                                |

* Török állampolgár is

## Külső hivatkozások
- A Sivasspor hivatalos honlapja